# Altes Land
Altes Land – część terenów zalewowych na południowym brzegu Łaby w Hamburgu i w północnej części Dolnej Saksonii. Obejmuje w Dolnej Saksonii tereny wokół miast Stade i Buxtehude oraz: gminę Jork, gminę Lühe i wieś Rübke z gminy Neu Wulmstorf. W Hamburgu obejmuje tereny dzielnic Neuenfelde, Cranz i Francop.
Powierzchnia sadów owocowych w Altes Land zajmuje powierzchnię 14 300 ha. Jest to największy obszar sadowniczy w północnej Europie. 77% powierzchni sadów stanowią jabłonie, 12,7% czereśnie.

## Etymologia
Nazwa regionu Altes Land (niem. Stary Kraj) jest niewłaściwym tłumaczeniem słowa Olland w dialekcie Plattdeutsch/dolnosaksońskim, w którym wywodzi się ono z określenia oznaczającego Holandię. Określenie to ma związek zasiedleniem tych ziem przez osadników z Holandii, którzy osuszyli te tereny zalewowe i przekształcili je w uprawne tereny rolne. Pierwsze umowy o zasiedleniu pochodzą z 1113 roku i podpisane zostały przez arcybiskupa Bremy Friedricha I.

## Geografia
Region Altes Land dzieli się na trzy części zwane milami: pierwsza, druga i trzecia mila. Oznaczają one strefy wzdłuż rzeki Łaby.
- Pierwsza Mila – obszar pomiędzy dopływami Łaby rzekami Schwinge i Lühe – został jako pierwszy otoczony wałami przeciwpowodziowymi i zasiedlony około roku 1140.
- Druga Mila – obszar na wschód od pierwszej Mili, położony pomiędzy rzekami Lühe i Este – budowa wałów przeciwpowodziowych została zakończona pod koniec XII wieku.
- Trzecia Mila – obszar pomiędzy rzeką Este i południową Łabą – budowa wałów przeciwpowodziowych zakończona została dopiero pod koniec XV wieku.

Najgęściej zaludnione są tereny przylegające do Łaby na których znajdują się najbardziej żyzne gleby. Wytworzył się tam typowy dla tego regionu rodzaj wsi zwanej szeregówką. Na szczególną uwagę zasługują zabudowania gospodarskie z ozdobnego muru pruskiego i typowe ozdobne wrota wjazdowe.